# Betong (huyện)
Betong (tiếng Thái: เบตง) là huyện (amphoe) cực nam của tỉnh Yala, miền nam Thái Lan.

## Địa lý
Betong nằm ở biên giới với Malaysia. Về phía bắc là Than To, về phía đông Chanae (tỉnh Narathiwat). Phía nam là bang Perak của Malaysia, về phía tây là bang Kedah của Malaysia.

## Lịch sử
Trước đây, khu vực này thuộc mueang Raman, Monthon Pattani. Đơn vị hành chính này đã chính thức được nâng cấp thành huyện năm 1868 với tên Yarom. Năm 1930, Phra Phichit Banchakan, huyện trưởng, đã đổi tên huyện thành Betong.
Chữ Betong thực ra là cách viết sai của từ Betung, trong tiếng Mã Lai có nghĩa là 'tre'.

## Hành chính
Huyện này được chia thành 5 phó huyện (tambon), các đơn vị này lại được chia ra thành 27 làng (muban). Betong là thị xã (thesaban mueang) nằm trên toàn bộ tambon Betong. Mỗi một trong số tambon còn lại được quản lý bởi một Tổ chức hành chính tambon (TAO).
| \| STT. \| Tên \| Tên Thái \| Số làng \| Dân số \| \| \| ---- \| ------------- \| ------------ \| ------- \| ------ \| \| \| 1. \| Betong \| เบตง \| - \| 24.688 \| \| \| 2. \| Yarom \| ยะรม \| 7 \| 8.336 \| \| \| 3. \| Tano Maero \| ตาเนาะแมเราะ \| 7 \| 9.117 \| \| \| 4. \| Aiyoeweng \| อัยเยอร์เวง \| 9 \| 8.662 \| \| \| 5. \| Than Nam Thip \| ธารน้ำทิพย์ \| 4 \| 3.817 \| \| | Map of Tambon |              |         |        |  |
| STT. | Tên           | Tên Thái     | Số làng | Dân số |  |
| 1. | Betong        | เบตง         | -       | 24.688 |  |
| 2. | Yarom         | ยะรม         | 7       | 8.336  |  |
| 3. | Tano Maero    | ตาเนาะแมเราะ | 7       | 9.117  |  |
| 4. | Aiyoeweng     | อัยเยอร์เวง    | 9       | 8.662  |  |
| 5. | Than Nam Thip | ธารน้ำทิพย์     | 4       | 3.817  |  |